# Almejūq-e Soflá
Almejūq-e Soflá (persiska: المجوق سفلی, Almejoq-e Pā’īn) är en ort i Iran.   Den ligger i provinsen Khorasan, i den nordöstra delen av landet, 800 km öster om huvudstaden Teheran. Almejūq-e Soflá ligger 1 265 meter över havet och antalet invånare är 895.
Terrängen runt Almejūq-e Soflá är kuperad söderut, men norrut är den platt. Runt Almejūq-e Soflá är det ganska glesbefolkat, med 35 invånare per kvadratkilometer. Närmaste större samhälle är Kalāteh-ye Marvī, 14,4 km sydväst om Almejūq-e Soflá. Omgivningarna runt Almejūq-e Soflá är i huvudsak ett öppet busklandskap.